# Dichotomius batesi

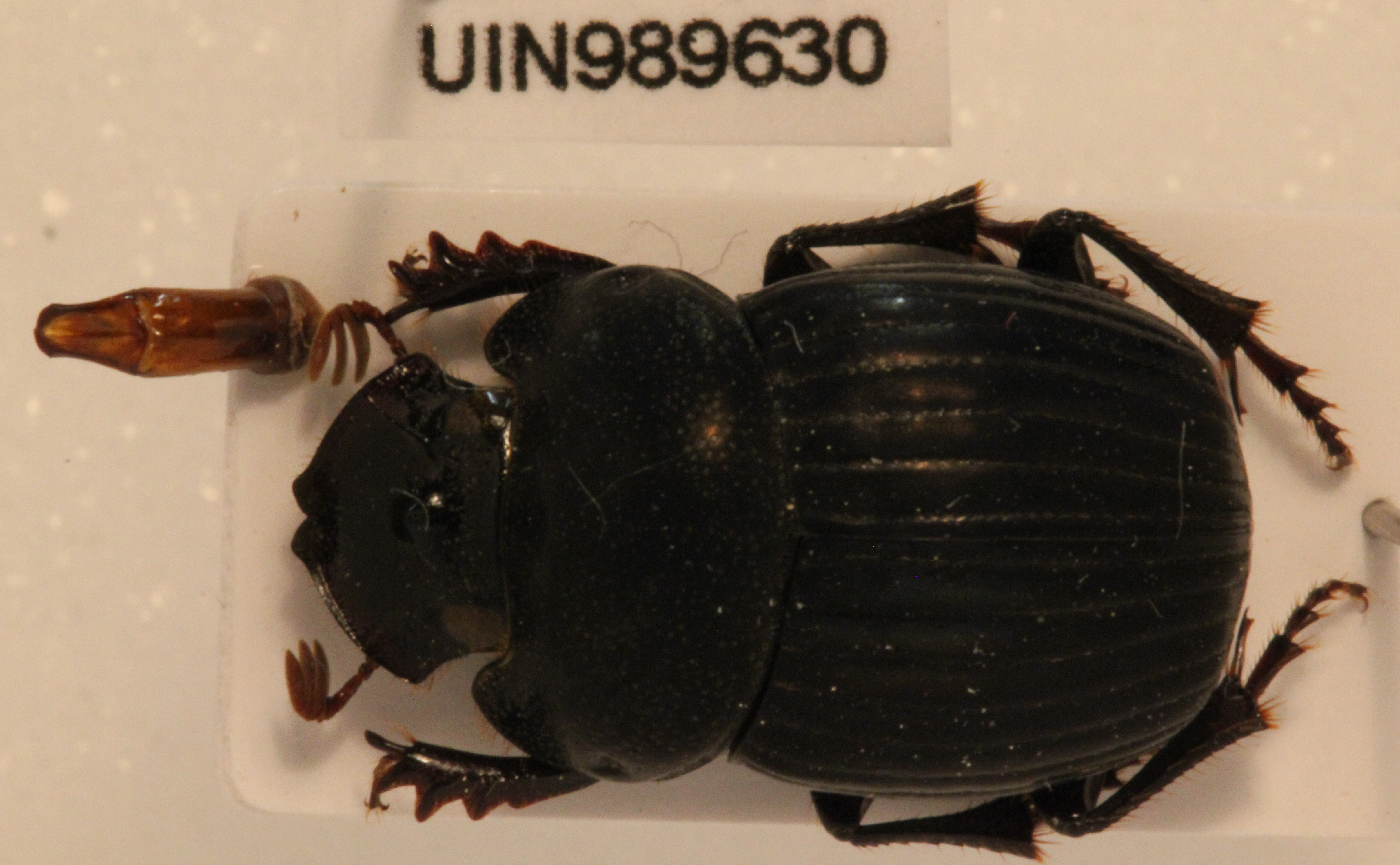

Dichotomius batesi là một loài bọ cánh cứng trong họ Bọ hung (Scarabaeidae).